# إدوارد فوت
نائب الأدميرال السير إدوارد جيمس فوت (بالإنجليزية: Sir Edward Foote)‏ (مواليد 20 أبريل 1767 – 23 مايو 1833) كان ضابط شرطة، وضابطًا بارزًا في البحرية الملكية خلال أواخر القرن الثامن عشر وأوائل القرن التاسع عشر.